# Фонтанелато
Фонтанела̀то (на италиански: Fontanellato, на местен диалект Funtanlé, Фунтанъле) е градче и община в северна Италия, провинция Парма, регион Емилия-Романя. Разположено е на 45 m надморска височина. Населението на общината е 7080 души (към 2010 г.).